# Anisodactylus amaroides
Anisodactylus amaroides är en skalbaggsart som beskrevs av Leconte 1851. Anisodactylus amaroides ingår i släktet Anisodactylus och familjen jordlöpare. Inga underarter finns listade i Catalogue of Life.